# The London Prodigal
The London Prodigal – angielska renesansowa sztuka teatralna, komedia umiejscowiona w Londynie, opisująca losy ówczesnego syna marnotrawnego. Po raz pierwszy została opublikowana w formacie quarto w 1605 roku.
Początkowo przypisywano ją Williamowi Shakespeare’owi, później także uważano, że napisać ją mogli: Ben Jonson, Thomas Dekker, John Marston, lub Michael Drayton, jednak teorie te nie znajdują poparcia w oczach ekspertów.
Sztuka ta wpisuje się w popularny w XVII wieku trend, polegający na inscenizowaniu fragmentów Biblii, przeniesionych jednak do ówczesnych realiów.